# Jost Van Dyke

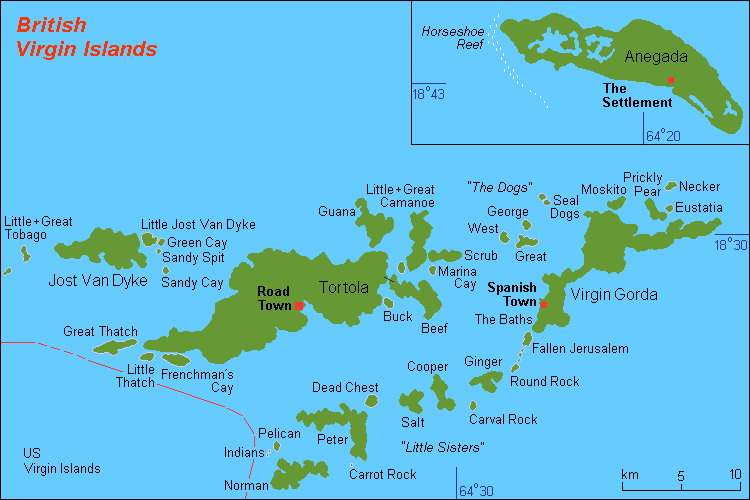
Brittiska Jungfruöarna

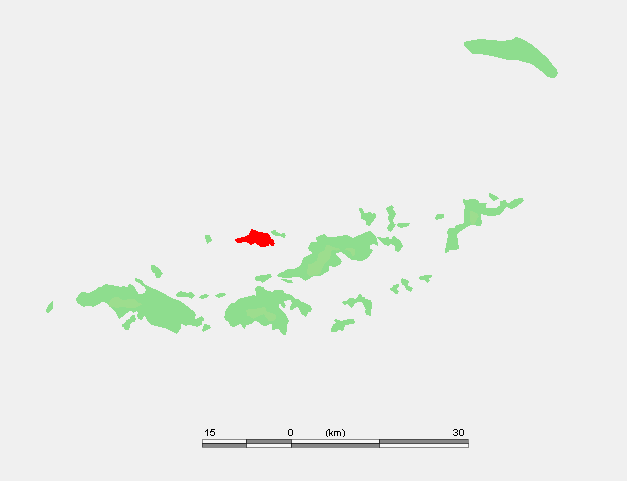
Lägeskarta

Jost Van Dyke (engelska Jost Van Dyke) är en ö i ögruppen Brittiska Jungfruöarna i Västindien som tillhör Storbritannien.

## Geografi
Jost Van Dyke ligger i Karibiska havet ca 8 km nordväst om huvudön Tortola och ca 8 km nordöst om St John bland de Amerikanska Jungfruöarna.
Ön är av vulkaniskt ursprung och har en areal om ca 8 km² och är den minsta bland de stora öarna i ögruppen. Öster om ön ligger ytterligare småöar som Little Jost Van Dyke, Green Cay, Sandy Spit och Sandy Cay och väster om ön ligger Great Tobago och Little Tobago. De högsta höjderna är Majohnny Hill och Roach Hill på ca 320 m ö.h.
Befolkningen uppgår till ca 200 invånare där de flesta bor vid viken Great Harbour på öns södra del.
Ön kan endast nås med fartyg då den saknar flygplats, det finns dagliga färjeförbindelser från såväl Tortola som St John.

## Historia
Jost Van Dyke upptäcktes troligen 1493 av Christofer Columbus under sin andra resa till Nya världen. 
1672 införlivades ön i den brittiska kolonin Antigua.
Först i början av 1700-talet koloniserades ön och då av Kväkare som använde ön till plantager för sockerrör.
Under 1700-talet var ön ett tillhåll för den nederländske kaparen Joost van Dyk som fick ge namn åt ön.
1773 blev ön tillsammans med Anegada, Virgin Gorda, Tortola samt de mindre öarna Ginger Island, Guana Island, Norman Island, Peter Island och Salt Island till det egna området Brittiska Jungfruöarna.
Idag är turism öarnas största inkomstkälla.